# Eneada
Eneada ali Velika eneada je bila skupina devetih božanstev v egipčanski mitologiji, ki so jih častili v Heliopolisu. V njej so bili bog sonca Atum, njegova otroka Šu in Tefnut, njuna otroka Geb in Nut in njuni otroci Oziris, Izida, Set in Neftis. V eneado je bil včasih vključen tudi Ozirisov in Izidin sin Hor. Pomen eneade je zrasel v Peti in Šesti dinastiji in se obdržal vse do makedonske Ptolemajske dinastije, ki jo je ustanovil Ptolemaj I. Soter, naslednik Aleksandra Velikega. 
Velika eneada je bila samo ena od več podobnih skupin devetih bogov v Egiptu. Eneade, ki so jo častili svečeniki v Heliopolisu, niso spoštovali v celem Egiptu. Že v bližnjem Memfisu, ki je tudi znotraj sodobnega Kaira, so na čelu deveterice častili boga Ptaha. Razen tega je imel Memfis tudi svoj mit o stvaritvi sveta, hermopolsko ogdoado, v katerem je svet ustvarilo osem prvinskih bogov po drugačnem scenariju kot v Heliopolisu.

## Božanski pari
Ta mit je nastal v Heliopolisu, mestu Sonca. Govori o stvarjenju sveta in dogodkih, ki so se zgodili po tem. Na začetku je obstajal ocean Nun. Po hermopoliskem mitu obstoja tudi ženski ocean, Naunet. Iz Nuna se je vzdignil hrib, na njem se je pojavil bog Sunca. Najprej so smatrali, da je to Atum, potem Amon-Ra (v Novem kraljestvu), v klasični dobi je bil Ra. Ra je na hribu ustvaril svoje potomce, boga zraka Šu, boginjo vode Tefnut, ki je izpljunila Hator, boginjo lepote, ki je nastala iz njegovega očesa ali njegove solze, ki je padla na pesek. Ko sta bila majhna, sta se Šu in Tefnut izgubila, Ra pa je poslal svoje oko v obliki Hator da jih povrne. Ko sta se vrnila, je Ra jokal od sreče in iz solz so nastali ljudje.
Ko sta odrasla, sta se Šu in Tefnut poročila in izvedla incest. Rodila sta se Geb, bog Zemlje in Nut, boginja neba, ki sta tudi spolno občevala. Raju se to ni zdelo v redu in je naročil Šu da vzdigne Nut nad Geba. Šu je pomagal Huh. Nut je vseeno rodila otroke: Ozirisa, Izido, Seta in Neftis.

## Ozirisova smrt
Oziris in Izida sta vladala Egiptu na začetku in storila mnogo dobrega. Zgrajeni so bili templji in mesta. Geb je Ozirisu dodelil plodno zemljo Kemet, a Setu puščavo Dešret, zato je bil Set ljubosumen. Njegova žena Neftis je ljubila Ozirisa, ker je imel Set homoseksualne nagnjenosti. Neftis je prevarala Ozirisa in spala z njim ter rodila Anubisa, ki ga je zaradi  izgleda zavrgla. Set je ubil svojega brata (obstajajo tri različice mita) in njegovo truplo razsekal. Izida in Neftis sta skupaj našli vse dele trupla, razen spolnih organov. Anubis je izumil mumifikacijo in napravil Ozirisovo mumijo. Oziris je dobil novo življenje v podzemlju, ki se je imenovalo Duat, in ga je Oziris spremenil v raj.

## Horus in Set
Po Ozirisovem vsstajenju je Izida odšla k svojemu možu. Spočela je Horusa a ga je rodila v tajnosti. Izida je skrivala Horusa v delti Nila, pri tem ji je pomagal Tot. Nekega dne je Horusa ugriznil škorpijon. Tot je, na srečo, izsesal ves strup, Ra pa je do tedaj zaustavil pot po nebeškem svodu. Horus je zato v liku otroka zaščitnik otrok. Ko je odrastel, se je zavzel za svoj prestol pri Sodišču bogov. Temu je predsedoval Ra, vladar bogov, ob njem je bila še Hator. Ra je zastopal Seta in trdil da je Set strašnejši in močnejši. Izida in Tot sta branila Horusa. Sojenje se je kompliciralo in bogovi so se obrnili k materi bogov, boginji Neit, ki je izbrala Horusa. Set se ni strinjal in je poskušal s silo prevarati Izido in prevzeti prestol, pri tem je Horusu izbi levo oko, luno, in to tako da je z njim tekmoval v menjavanju likov; obae sta se spremenila v povodnje konje in se potopila v Nil.
Horus je zmagal. Prestol mu je bil vrnjen, Set pa je bil prisiljen odstopiti. Horus se je poročil s Hator in imel 4 sinove.

## Galerija
- Ra
- Šu
- Hator
- Nut i Geb
- Oziris
- Izida
- Set
- Neftis
- Anubis
- Anubis in Horus
- Horusovi sinovi

## Sklica
1. ↑  Dunand, Françoise; Zivie-Coche, Christiane (2004). Gods and men in Egypt : 3000 BCE to 395 CE. Ithaca, NY: Cornell University Press.ISBN 0801488532. OCLC 937102309.
2. 1 2 3  Clifford, Richard. Creation Accounts in the Ancient Near East. str. 99–116.